# Novi Pazar, Kărdjali
Novi Pazar (în bulgară Нови Пазар) este un sat în comuna Cernoocene, regiunea Kărdjali,  Bulgaria. 

## Demografie
Componența etnică a satului Novi Pazar
     Turci (95,74%)
     Nicio identificare (4,25%)
     Altele (0%)
La recensământul din 2011, populația satului Novi Pazar era de 282 locuitori. Din punct de vedere etnic, majoritatea locuitorilor (95,74%) erau turci. Pentru 4,25% din locuitori nu este cunoscută apartenența etnică.